# Mauidrillia
Mauidrillia is een geslacht van weekdieren uit de klasse van de Gastropoda (slakken).

## Soorten
- Mauidrillia acuta (Marwick, 1928) †
- Mauidrillia angustata Powell, 1942 †
- Mauidrillia browni Marwick, 1943 †
- Mauidrillia cinctuta (Marwick, 1929) †
- Mauidrillia clavicula Powell, 1942 †
- Mauidrillia costifer (Suter, 1917) †
- Mauidrillia felina Kilburn, 1988
- Mauidrillia fimbriata Laws, 1947 †
- Mauidrillia imparilirata Powell, 1942 †
- Mauidrillia inaequalis Powell, 1942 †
- Mauidrillia incerta Beu, 1970 †
- Mauidrillia occidentalis Maxwell, 1988 †
- Mauidrillia praecophinodes (Suter, 1917) †
- Mauidrillia supralaevis Powell, 1942 †
- Mauidrillia unilirata Powell, 1942 †